# Inazuma Eleven
Inazuma Eleven (jap. イナズマイレブン Inazuma irebun) – kodomo-muke-manga autorstwa Tenya Yabuno, która opowiada o drużynie piłki nożnej z gimnazjum Raimona. Manga powstała na podstawie serii gier komputerowych. Kontynuacją jest anime zatytułowane Inazuma Eleven Go.
Na podstawie mangi powstał też serial anime wyprodukowany przez studio OLM, a jego światowa premiera odbyła się 5 października 2008 na kanale TV Tokyo. W Polsce premiera serialu odbyła się 28 maja 2012 roku na kanale Cartoon Network. Od 2017 roku jest emitowany na TVP ABC. Kontynuacja serii (Inazuma Eleven Go) emitowana jest na antenie Polsat Games od 3 czerwca 2019.

## Fabuła

### Seria pierwsza
Drużyna piłki nożnej z gimnazjum Raimona nie ma motywacji, by wygrywać. Kapitan zespołu, Mark Evans, chce wykorzystać umiejętności i przywrócić ducha walki wśród kolegów. Pewnego dnia w szkole pojawia się nowy uczeń, Axel Blaze, znany napastnik. Okazuje się, że Axel porzucił piłkę nożną ze względu na tajemniczy wypadek. Mimo nalegań Marka odmawia dołączenia do zespołu. Gdy gimnazjum Raimon otrzymuje zaproszenie do rozegrania meczu z konkurencyjną szkołą, dyrekcja stawia ultimatum – albo drużyna wygra mecz, albo zostanie rozwiązana.

### Seria druga
Drużyna z Raimona wygrywa Strefę Futbolu i staje się najlepszą drużyną w kraju. Niestety na zawodników czeka jeszcze większe zadanie. Po powrocie z finału zastają swoją szkołę w szczątkach. Okazuje się, że pojawia się tajemnicza grupa, która twierdzi, że są przybyszami z kosmosu i niszczą wszystko za pomocą piłki nożnej. Drużyna Raimona postanawia się im przeciwstawić. Razem z nową trenerką Liną Schiller chcą pokonać obcych. W końcu muszą przemierzyć kraj i zbierając najlepszych graczy, stworzyć najlepszą drużynę na świecie. W dodatku muszą sobie poradzić bez Axela, który został wyrzucony z drużyny przez nową trenerkę, oraz Nathana i Todda, którzy odeszli z braku wiary w zwycięstwo. Oprócz tego Timmy, Sam, Max, Jim i Steve przebywają w szpitalu i leczą liczne kontuzje.

### Seria trzecia
Od wydarzeń z tajemniczą Akademią Aliusa minęło kilka miesięcy. Rozpoczyna się Międzynarodowy Turniej Strefy Futbolu, który ma wyłonić najlepszą drużynę na świecie. Zaczyna się formowanie drużyny Japonii – Inazumy Japan. Szesnastka Inazumy wraz z nowym trenerem, musi pokonać wiele przeszkód i rozegrać wiele meczów, aby osiągnąć swój cel.

## Postacie
- Mark Evans (jap. 円堂 守 Mamoru Endō) – kapitan drużyny Raimona i jednocześnie bramkarz. Jego dziadkiem był słynny David Evans[1], który zginął w wypadku samochodowym. Energiczny, uparty i wytrwały. Zawsze wierzy, że póki piłka w grze, wszystko może się zdarzyć. Często zachowuje się dziecinnie, ale w rzeczywistości ma poważne podejście do ważnych spraw. Nienawidzi Raya Darka, gdyż to przez niego zginął jego dziadek. Trenuje najwięcej z całej drużyny. Zawsze nosi na głowie pomarańczową opaskę po dziadku.

- Axel Blaze (jap. 豪炎寺 修也 Shūya Gōenji) – wcześniej grał w piłkę w drużynie liceum Kirkwooda. Jego drużyna dostała się do finału strefy footballu, jednak Axel nie zagrał, gdyż jego siostra tuż przed pierwszym gwizdkiem miała wypadek. Gdy Axel zaczął chodzić do gimnazjum Raimona nie chciał grać w drużynie Marka, jednak zmienił zdanie, gdy zobaczył miłość Marka do piłki. Od tej pory gra w drużynie Raimona. Gra jako główny napastnik.

- Jude Sharp (jap. 鬼道 有人 Yūto Kidō) – przez pewien czas grał w drużynie Akademii Królewskiej, gdzie był kapitanem. Na początku podziwiał Raya Darka, jednak w odcinku „Finał w Akademii Królewskiej cz.1” po tym, jak Ray o mało nie zabił całej drużyny Raimona, sprzeciwił mu się i dostrzegł, że to czarny charakter. Po przegranej z liceum Zeusa dołączył do drużyny Marka, by zemścić się za to, że Zeus posłał całą jego drużynę do szpitala. Jest świetnym strategiem i silnym napastnikiem. Ma młodszą siostrę Celię, a jego najlepszymi przyjaciółmi są: Mark i Axel.

- Nathan Swift (jap. 風丸 一郎太 Ichirōta Kazemaru) – gra na obronie. Wcześniej uprawiał lekkoatletykę, a do zespołu dołączył tylko dlatego, że brakowało zawodnika. Jednak potem pokochał piłkę nożną. Jest najszybszy z całej drużyny.

- Jack Wallside (jap. 壁山 塀吾郎 Heigorō Kabeyama) – największy z całej drużyny. Ma lęk wysokości i jest trochę strachliwy. Gra na obronie. Często widuje się go w towarzystwie Timmy’ego. Bardzo lubi Marka. Boi się robaków. Ma młodszego brata – Zaka.

- Kevin Dragonfly (jap. 染岡 竜吾 Ryūgo Someoka) – gra jako napastnik. Jest impulsywny i trochę agresywny. Na początku był zazdrosny o Axela i jego umiejętności, ale potem stał się jego najlepszym kumplem. Jego firmowe ataki to: Smoczy Cios, Skrzydlaty Cios, Smocza Zamieć (razem z Shawnem), Smocze Tornado i Smoczy Pogromca. W Inazuma Eleven Go przyjeżdża na krótką chwilę do Japonii. Okazuje się być tajemniczym mistrzem jednego z zawodników nowej jedenastki Raimona – Romy. Obecnie gra w drużynie ligi włoskiej.
- Bobby Shearer (jap. 土門 飛鳥 Asuka Domon) – dołączył do drużyny jako szpieg Królewskich, jednak pokochał grę z nową drużyną i stał się jej normalnym członkiem. Jego firmowe ataki to: Trój-Feniks (wcześniej Trój-Pegaz), Magmowe Podcięcie i Mega Wślizg. Jego najlepszymi przyjaciółmi są Mark, Silvia i Erik. W czasie, gdy była wybierana drużyna reprezentacji Japonii, wraz z Erikiem był w drodze do USA. Później wraz z nim gra w reprezentacji Stanów Zjednoczonych.
- Erik Eagle (jap. 一之瀬 一哉 Kazuya Ichinose) – utalentowany gracz. W dzieciństwie miał wypadek, tylko piłka utrzymała go przy życiu. Silvia i Bobby myśleli, że zginął. Gra jako pomocnik. Jego firmowe ruchy to: Trój-Feniks (wcześniej Trój-Pegaz), Podwójna Szybkość, Płomienny Taniec, Spirala Strzału, Spiralny Strzał i Strzał Pegaza. Jego najlepszymi przyjaciółmi są Mark, Bobby oraz Silvia. Jest w nim bardzo zakochana Sue, która zwraca się do niego "skarbie". W czasie, gdy była wybierana drużyna reprezentacji Japonii, wraz z Bobbym był w drodze do USA. Później wraz z nim gra w reprezentacji Stanów Zjednoczonych. W czasie turnieju okazuje się, że odnowił się jego dawny uraz z czasu wypadku i jeśli chce nadal grać w piłkę, musi poddać się operacji.
- Silvia Woods (jap. 木野 秋 Aki Kino) – z Erikiem i Bobbym zna się od dziecka. Jest menedżerką drużyny. Bardzo lubi Marka, bo przypomina jej Erika. Tak jak Mark, zawsze wierzy w drużynę. Przyjaźni się z Markiem, Erikiem, Bobbym, Nelly i Celią. Pomaga drużynie jak tylko może.
- Celia Hills (jap. 音無 春奈 Haruna Otonashi) – jest siostrą Jude'a i menedżerką drużyny. Należy do kółka dziennikarskiego, dzięki temu może zbierać informacje o przeciwnikach jedenastki Raimona. Uwielbia patrzeć, jak drużyna wkłada serce w grę. W serii Inazuma Eleven Go jest nauczycielką i doradczynią drużyny Raimona.
- Nelly Raimon (jap. 雷門 夏未 Natsumi Raimon) – jest córką dyrektora szkoły i menedżerką drużyny. Jest ładna, dojrzała i dystyngowana, ale nie potrafi gotować. Reprezentuje zdanie swojego ojca we wszystkich kwestiach. Myślała, że jest tylko menedżerką zespołu, dopóki Mark jej nie uświadomił, że cała drużyna jest jej przyjaciółmi. Ukrywała przed Markiem fakt, że Ray Dark był zamieszany w śmierć jego dziadka. Jej najlepszym przyjacielem jest Mark, w którym jest zakochana. Ma też dobre stosunki z Silvią i Celią. W czasie trwania turnieju światowego prowadzi śledztwo, w wyniku którego odnajduje dziadka Marka i staje się menadżerką jego zespołu. Krótki czas później znów wraca do Raimona. W kolejnej serii okazuje się, że jest ona żoną Marka. Nadal jest okropną kucharką, z czego najwyraźniej nie zdaje sobie sprawy.
- Camelia "Cammy" Travis (jap. 冬花 久遠 Fuyuka "Fuyuppe" Kudō) – przyjaciółka Marka z dzieciństwa. Przybrana córka trenera reprezentacji Japonii. Ma długie fioletowe włosy, w które wpina kucyk. Początkowo nie pamięta Marka. Z biegiem czasu okazuje się, że dziewczynka, gdy była mała, straciła rodziców w wypadku i w wyniku szoku odmawiała jedzenia, przez co jej życie było zagrożone. Została poddana hipnoterapii i całe jej wspomnienia zostały wymazane. Jednak gdy spotyka Marka, zaczynają one powoli do niej wracać. W serii Inazuma Eleven Go pracuje jako pielęgniarka w szpitalu.
- Tim "Timmy" Sanders (jap. 少林寺 歩 Ayumu "Shourin" Shōrinji) – najmniejszy z całej drużyny. Ćwiczy kung-fu. Jego najlepszym przyjacielem jest Jack. Jego firmowe ataki to Kung-Fu Główka oraz Trąba Powietrzna.
- David Evans (jap. 円堂 大介 Daisuke Endō) – dziadek Marka oraz trener dawnej Jedenastki Inazumy, a później Małego Giganta. Przez lata ukrywał się jako jedyny żywy świadek przestępstw Garshielda. Upozorował własną śmierć, by jego rodzinę nie spotkało nic złego. Pod koniec Międzynarodowego Turnieju Strefy Futbolu odnalazła go Nelly.
- Steve Grim (jap. 半田 真一 Shin'ichi Handa) – gra jako pomocnik. Na początku nie pasowało mu, że Jude dołączył do zespołu, ale po tym, jak pomógł zgrać się drużynie podczas meczu, zaakceptował to. Jest zwinny. Jego firmowym atakiem jest Strzał Obrotowy. Kumpluje się z Samem.
- William "Willy" Glass (jap. 目金 欠流 Kakeru Megane) – dołączył do zespołu tylko po to, by być uważanym za bohatera. Podczas meczu z Akademią Królewską zdezerterował. Tchórzliwy, lubi komiksy, gry komputerowe, figurki, jest kujonem. Rzadko wchodzi na boisko. Jedyny mecz, w którym okazał się kluczowym zawodnikiem, był rozegrany z liceum Otaku. Nie ma żadnych firmowych strzałów. Stał się menadżerem drużyny podczas turnieju światowego.
- Jim Wright (jap. 影野 仁 Jin Kageno) – bardzo dziwny człowiek, ponury, nieśmiały i niewidoczny. Gdy coś mówi lub pojawia się nagle, resztę drużyny przechodzą ciarki. Pomógł Nathanowi i Axelowi w opanowaniu Ognistego Koguta. Jego firmowym atakiem jest Obrót Mocy.
- Sam Kincaid (jap. 宍戸 佐吉 Sakichi Shishido) – ma najdziwniejszą fryzurę z całej drużyny (rude afro) i specjalną poduszkę, by włosy mu się nie gniotły w czasie spania. Był zawiedziony, gdy nie mógł zagrać w meczu z powodu wstąpienia Jude'a do drużyny. Kumpluje się ze Steve’em. Jego firmowym atakiem jest Wybuchowy Strzał.
- Maxwell "Max" Carson (jap. 松野 空介 Kūsuke "Max" Matsuno) – wstąpił do drużyny, by zabić nudę. Zawsze nosi śmieszną czapkę w niebiesko-różowe paski. Dobrze dogaduje się z całą drużyną. Jego firmowym atakiem jest Ogień Krzyżowy, a także Mroczny Feniks.
- Todd Ironside (jap. 栗松 鉄平 Teppei Kurimatsu) – gdy poznajemy go pierwszy raz, to gra w piłkę nożną w domu klubowym, ale na konsoli. Łatwo się stresuje. Jego firmowym atakiem jest Mega Sprint i Dobitny Drybling, a także Wirujące Cięcie. Został wybrany do reprezentacji Japonii, jednak doznał kontuzji podczas meczu z Argentyną i musiał odejść, by się wyleczyć.
- Victoria "Tori" Vanguard (jap. 財前 塔子 Tōko Zaizen) – córka prezydenta (w oryginalnej wersji premiera) Japonii i członkini rządowej drużyny piłkarskiej Tajne Służby. Później gra w Jedenastce Inazumy, głównie po to, by chronić swojego ojca. Przeważnie gra na obronie. Jej firmowe techniki to: Wieża (później V2), Motyli Trans (razem z Sue) i Wspaniała Wieża (razem z Hurleyem i Scottem). Wraz z Jackiem tworzy podwójną obronę Inazumy. Energiczna i skora do działania, ale czasami łatwo wypada z równowagi. Najlepiej w drużynie dogaduje się z Sue, Hurleyem, Silvią i Markiem, w którym prawdopodobnie jest zakochana (raz nawet pocałowała go w policzek).
- Shawn Frost (jap. 吹雪 士郎 Shirō Fubuki) – pochodzi ze szkoły Alpine. Jest bardzo silnym napastnikiem. Na początku miał w sobie dwie osobowości, siebie i swojego brata, przez co przez pewien czas bał się grać w piłkę. Jego rodzina zginęła przez lawinę i dlatego jest później nieco strachliwy. Jego firmowe ataki to: Mroźny Ląd, Wieczna Zamieć, Smocza Zamieć (razem z Kevinem), Legendarny Wilk, Ogniołamacz (razem z Axelem), Ziemia (wraz z Axelem i Markiem), Śnieżny Anioł, Narodziny (razem z Xavierem) i Wielki Wybuch (razem z Jude’em i Xavierem). Został wybrany do reprezentacji Japonii, jednak nie grał w większości meczów przez kontuzję. Gdy udało mu się ją wyleczyć wrócił i zastąpił kontuzjowanego Todda. W serii Inazuma Eleven Go jest trenerem drużyny piłkarskiej ze swojego byłego gimnazjum.
- Scott "Scotty" Banyan (jap. 木暮 夕弥 Yūya Kogure) – obrońca drużyny Raimona, pochodzi ze szkoły Klasztor Boskości. Gdy był jeszcze dzieckiem, został porzucony przez swoich rodziców. Przez to nie może nikomu ufać, lecz później zaczyna dogadywać się z Celią. Dobre relacje ma także z Hurleyem i Jackiem. Jest niski i często siedzi Jackowi na plecach. Uwielbia robić innym żarty. Jego techniki to Wirowy Blok i Wspaniała Wieża (razem z Victorią i Hurleyem). Został wybrany do reprezentacji Japonii.
- Suzette "Sue" Heartland (jap. 浦部 リカ Rika Urabe) – dziewczyna z obsesją na punkcie Erika (do którego zwraca się "skarbie"). Pochodzi z Osaki, gdzie była kapitanem żeńskiej drużyny CCC. W Inazumie gra na ataku, ale jest prawdopodobnie najsłabsza z napastników. Jej firmowe techniki to Motyli Trans (razem z Tori), Zrzut Wieży i Różany Szok. Potrafi gotować bardzo smaczne okonomiyaki. Odważna i towarzyska, ale nieco nierozgarnięta. Najlepiej dogaduje się z Victorią i Markiem.
- Hurley Kane (jap. 綱海 条介 Jōsuke Tsunami) – doskonały w surfowaniu. Pochodzi z Okinawy, gdzie należał do gimnazjum Mary Times Memorial. Dobrze dogaduje się z Darrenem. W drużynie gra na obronie. Jego firmowe ataki to: Turbo Tsunami, Wspaniała Wieża (razem z Tori i Scottem) i Tajfun. Najstarszy z całej drużyny. Został wybrany do reprezentacji Japonii.
- Darren LaChance (jap. 立向居 勇気 Yūki Tachimukai) – najpierw grał jako pomocnik w gimnazjum Fauxshore, ale podziwiał Marka i postanowił zostać bramkarzem. Jego techniki obronne to: Boska Ręka, Ręka Majina, Ręka Mugen i Ręka Demona. Został wybrany do reprezentacji Japonii, jednak grał tylko w trzech meczach.
- Xavier Foster (Schiller)/Xene (jap. 基山 ヒロト/グラン Hiroto Kiyama (Kira)/Gran) – kapitan drużyny Genesis (wcześniej Gaia) z Akademii Aliusa, ostatecznego zespołu tejże instytucji. Jest przybranym bratem Liny. Mimo walki po przeciwnych stronach, od początku bardzo przyjaźnie odnosił się do Marka. Jest przyjacielski i opanowany. W trzeciej serii gra jako pomocnik albo napastnik w reprezentacji Japonii. Najlepiej w drużynie dogaduje się z Jordanem, Markiem i Scottem. Jego techniki to Ostrze Meteoru, Ostrze Meteoru V2, Ostrze Meteoru V3, Kosmiczny Smash, Narodziny (razem z Shawnem), Wielki Ogień (razem z Axel'em i Austinem), Wielki Wybuch (razem z Jude’em i Shawnem) oraz Niebiański Zrzut. Po zakończeniu fabuły zmienił nazwisko na takie jak jego przybranej siostry.
- Jordan Greenway/Janus (jap. 緑川 リュウジ/レーゼ Ryūji Midorikawa/Reize) – kapitan drużyny Gemini Storm z Akademii Aliusa. Jest bardzo mocnym zawodnikiem, lecz jego drużyna przegrywa z Jedenastką Raimona, aczkolwiek dopiero za trzecim razem. Traktuje ludzi z pogardą, a razem ze swoją drużyną zmuszał do gry słabe kluby, aby po wygranej niszczyć ich szkoły. Często przytacza różne powiedzenia zaczynając od słów: "Ziemianie mawiają...". W trzeciej serii gra w reprezentacji Japonii, staje się ładniejszy, a jego charakter mocno się zmienia, jednak po czterech meczach opuścił reprezentację Japonii z powodu kontuzji. Jego techniki to Astro-Przełom oraz Sprint Błyskawicy.
- Austin Hobbes (jap. 宇都宮 虎丸 Toramaru Utsunomiya) – jest zarówno świetnym napastnikiem, jak i pomocnikiem. Podziwia Axela, a później staje się jego dobrym przyjacielem. Na początku, z powodu dość przykrych doświadczeń, nie chciał strzelać, ale Axel przekonał go do tego. Jego firmowe ataki to: Tygrysia Energia, Tygrysia Burza (razem z Axelem), Gladiusowy Łuk i Odrzutowy Strumień (razem z Markiem i Axelem). W serii Inazuma Eleven Go jest współpracownikiem Axela.
- Archer Hawkins (jap. 飛鷹 征矢 Seiya Tobitaka) – kiedyś był gangsterem, jednak Hillman zaproponował mu grę w piłkę. W tajemnicy przed wszystkimi sam trenował. Jego firmowym atakiem jest Próżniowy Demon. Został wybrany do reprezentacji Japonii. W serii Inazuma Eleven Go prowadzi swoją własną knajpę z jedzeniem.
- Chester Horse Jr. (jap. 圭太 角馬 Keita Kakuma) – uczeń gimnazjum Raimona i członek kółka szachowego. Z niewiadomych przyczyn od czasu pierwszego meczu jedenastki Raimona zawsze komentuje ich rozgrywki i wkłada w to sporo emocji.
- Seymour Hillman (jap. 正剛 響木 Seigō Hibiki) – kucharz, który został trenerem drużyny po tym jak jego poprzednik został zwolniony. Były bramkarz jedenastki Inazumy. Zna Boską Rękę, jednak nie udało mu się opanować Ręki Majina. To on powiedział Markowi przez kogo zginął jego dziadek. W czasie turnieju światowego przeszedł operację serca. W serii Inazuma Eleven Go został wybrany nowym Cesarzem i rozwiązał Piąty Sektor.
- Aquilina "Lina" Schiller (jap. 瞳子 吉良 Hitomiko Kira) – tymczasowy trener drużyny Raimona. Chciała stworzyć najsilniejszy zespół na Ziemi, by powstrzymać swojego ojca i jednocześnie twórcę Akademii Aliusa. Jest przybraną siostrą Xaviera. Poza Jude’em wielu członków drużyny jej nie ufało. W czasie trwania eliminacji do drużyny, która miała reprezentować Japonię na turnieju światowym stworzyła zespół Neo National który walczył z Inazuma Japan o ich miejsce.
- Percival Travis (jap. 道也 久遠 Michiya Kudō) – trener reprezentacji Japonii. Na początku drużyna nie rozumiała jego zamierzeń, gdyż jego polecenia wydawały się dosyć dziwne, ale potem wszyscy mu zaufali. Jest adopcyjnym ojcem Cameli.
- Byron Love (jap. 照美 "アフロディ" 亜風炉 Terumi "Aphrodi" Afuro) – Znany również jako "Skrzydlaty anioł", jest głównym napastnikiem. Jest szczupły i ma długie blond włosy. Był kapitanem drużyny z Liceum Zeusa. Jego firmowy atak to Boska Wiedza, używa także Rajskiego Czasu, a później także Boskiej Wiedzy +2, Wszechpotężnego Taranu i Chaotycznego Taranu (razem z Claude i Bryce). Czasami jest obraźliwie nazywany "dziewczynką" z powodu wyglądu. Z początku był bardzo arogancki, ale potem zrozumiał sens gry w piłkę i jego charakter bardzo się zmienił. Przezwany "blondaskiem" przez Gazelle, dołączył do Raimona by pomóc mu walczyć z obcymi. Wówczas widać jak bardzo się zmienił. Jednak zakończył swoją karierę w Raimonie po dwóch meczach z powodu kontuzji. Pojawia się później jako napastnik reprezentacji Korei Południowej skąd pochodzi. W Inazuma Eleven Go jest trenerem zespołu Kirkwood.
- Thor Stawberg (jap. 雷電 土方 Raiden Hijikata) – mieszka na Okinawie. Pomógł Axelowi, gdy kosmici porwali jego młodszą siostrę. Opiekuje się młodszym rodzeństwem. W trzeciej serii został wybrany do reprezentacji Japonii, gdzie grał na obronie. Jego techniki to Super Sumo Cios i Gromowa Bestia (z Shawnem).
- David "Dave" Samford (jap. 次郎 佐久間 Jirō Sakuma) – należał do Akademii Królewskiej jako napastnik. Kumpluje się z Joe. Jest dobrym przyjacielem Jude'a. Na oku ma charakterystyczną opaskę. W trzeciej serii gra w reprezentacji Japonii. Jego firmowe ataki to: Podwójna Szybkość, Zabójcza Formacja, Królewski Pingwin #1, Królewski Pingwin #2 i Królewski Pingwin #3.
- Joseph "Joe" King (jap. 幸次郎 "げんおう" 源田 幸次郎 Kōjirō "Genō" Genda) – był bramkarzem w Akademii Królewskiej. Jest najlepszym bramkarzem w kraju. Stanął po stronie Jude'a, gdy ten sprzeciwił się Rayowi Darkowi. Wylądował w szpitalu po meczu z liceum Zeusa. Kumpluje się z Dave’em. Jego techniki specjalne to: Tarcza Mocy, Pełna Tarcza Mocy, Kieł Bestii, Wiertło Miazga V2 i Mur Nieskończoności +2 oraz V2.
- Caleb Stonewall (jap. 明王 不動 Akio Fudō) – należał do Akademii Królewskiej Reaktywacja jako jej pomocnik i kapitan. Był wredny, ale potem nieco się zmienił i zaprzyjaźnił z Jude’em i Davidem. Jego firmowy atak to Zabójcze Pola (wraz z Jude’em) oraz Królewski Pingwin #3 (razem z Jude’em i Davidem).
- Claude Beacons/Torch (jap. 晴矢 南雲/バーン Haruya Nagumo/Burn) – napastnik i kapitan drużyny Prominence  w Akademii Aliusa. Arogancki, zarozumiały bardzo pewny siebie. Zawsze robi to co chce. Nie znosi Xaviera. Kiedy jego drużyna zostaje wybrana na Genesis wściekły Torch łączy siły z Gazelle i tworzą zespół o nazwie Chaos, którego był kapitanem. W trzeciej serii gra wraz z Gazelle i Byronem w reprezentacji Korei Południowej. Jego firmowe ataki to: Atomowy Błysk, Nawałnica Ognia (z Gazelle),  Chaotyczny Taran(z Gazelle i Byronem).
- Bryce Withingale/Gazelle (jap. 風介 涼野/ガゼル Fūsuke Suzuno/Gazelle) – napastnik i kapitan drużyny Diamond Dust w Akademii Aliusa. W niektórych wersjach językowych (w tym w polskiej) dziewczyna. Opanowana i mocno zdystansowana postać. Ma srebrne, spiczaste włosy. Czasem wtrąca ironiczne komentarze. Zdarza się również, że robi miny jakby była niezrównoważona. Kiedy grała przeciwko Raimonowi przezywa Byrona "blondaskiem". Rywalizuje z Torchem, ale potem łączy z nim siły tworząc drużynę Chaos. Później gra z Byronem i Torchem w reprezentacji Korei Południowej. Jej firmowe ataki to: Północny Strzał, Nawałnica Ognia (z Torchem ), Chaotyczny Taran (z Torchem i Byronem). W trzeciej serii (najpewniej po to, żeby dubbing zgadzał się z oryginalną fabułą) Gazelle jest przedstawiona jako chłopak.
- Dave Quagmire/Dvalin (jap. 沼 治 砂木/デザーム Osamu Saginuma/Desarm) – bramkarz i kapitan drużyny Epsilon (później Nowy Epsilon), najsilniejszej drużyny w Akademii Aliusa. W trakcie meczu z jedenastką Raimona okazuje się, że jest także napastnikiem (w trakcie spotkania dwa razy zmienił pozycję). W przeciwieństwie do Gemini Storm, jego drużyna chciała grać z klubami, które wydawały się godnymi przeciwnikami. W trzeciej serii próbował wraz ze swoją nową drużyną zająć miejsce Inazuma Japan w reprezentacji, jednak mu się nie udało. Jego techniki specjalne to: Tunel Czasoprzestrzenny, Wiertło Miazga, Gungnir i Boska Wiedza +1.
- Edgar Valtinas (jap. エドガー・バルチナス Edogā Baruchinas) – angielski napastnik drużyny Rycerze Królowej (reprezentacji Anglii). Jego techniką jest Excalibur.
- Tiago Torres (jap. トルーエ テレス・ Teresu Torūe) – argentyński obrońca drużyny Imperium (reprezentacji Argentyny). Jego techniką jest Żelazny Mur. Na początku uznawał Marka jak i drużynę Japonii za niegodnych przeciwników.
- Paolo Bianchi (jap. フィディオ・アルデナ Fidio Arudena) – włoski napastnik, a później kapitan drużyny Orfeusz, reprezentującej Włochy. Jego techniką jest Miecz Odyna. Zakolegował się z Markiem. Razem ze swoją drużyną pomógł Inazumie National przygotować się do meczu z Gigancikami.
- Hidetoshi "Hide" Nakata (jap. 英寿 中田 Hidetoshi Nakata) – zawodnik krajowej reprezentacji Włoch. Był pomocnikiem i kapitanem, ale odszedł z drużyny i oddał opaskę Paolo.
- Mac Robingo (jap. マック・ロニージョ Makku Ronījo) – kapitan oraz napastnik drużyny Królestwo (reprezentacji Brazylii). Jego trenerem był Garshield Beihan. Podczas spotkania z Inazumą Japan, Garshield został aresztowany. Jego technika specjalna to: Cios Samby.
- Hector Helio (jap. ロココ・ウルパ Rokoko Urupa) – kapitan oraz bramkarz reprezentującej Kongo (w polskim dubbingu reprezentującej Kamerun) drużyny Gigancików. Od dziecka był trenowany przez Davida Evansa. Jego techniki specjalne to: Boska Ręka, Boska Ręka X, Ładunek X i Ręka Duszy.
- Cress "Sael" Heavens (jap. セイン Sein) – kapitan oraz napastnik anielskiej drużyny Posłańców Niebios. Uważał drużynę Marka, jak i wszystkich ludzi za słabych i niegodnych przeciwników.
- Mark Krueger (jap. マーク・クルーガー Māku Kurūgā)  – zawodnik amerykańskiej drużyny Jednorożec. Kapitan drużyny.
- Dylan Keats (jap. ディラン・キース Diran Kīsu) – zawodnik amerykańskiej drużyny Jednorożec. Najlepszy przyjaciel Kruegera.
- Ray Dark/Pan D (jap. 零治 影山/ミスターK Reiji Kageyama/Mister K) – trener najpierw Akademii Królewskiej, potem Liceum Zeusa. Był zamieszany w śmierć Davida Evansa, wypadek siostry Axela i zniszczenie pierwszej jedenastki Inazumy. Nienawidzi piłki nożnej, bo uważa, że przez nią stracił rodziców. Nie cofnie się przed niczym, by wygrać.
- Garshield Beihan (jap. ベイハン ガルシルド・ Beihan Garushirudo) – człowiek odpowiedzialny za całe zło. Chciał za pomocą piłki nożnej zawładnąć światem.  Wszystkich swoich wrogów i przeciwników oraz ludzi, którzy nie byli mu już potrzebni wyeliminowywał.

## Obsada

### Oryginalna
- Junko Takeuchi – Mark Evans
- Hirofumi Nojima – Axel Blaze
- Hiroyuki Yoshino –
  - Jude Sharp
  - David Evans
- Mamoru Miyano –
  - Shawn Frost
  - Eden Frost
  - Beluga
  - Dawson Foxx
  - Marshall Artz
- Yuka Nishigaki –
  - Nathan Swift
  - Derek Swing
  - Tyron Rock
  - York Nashmith
- Megumi Tano –
  - Jack Wallside
  - David Samford
  - Victor Kind
  - Moe Manga
  - Rose Pinkpetal
- Yasuyuki Kase –
  - Kevin Dragonfly
  - Lane "Arès" War
  - Ben Simmons
- Jun Konno –
  - Bobby Shearer
  - Herman Waldon
  - Nathan "Mask" Jones
  - Hugo "Chicken" Tallgeese
  - Jim Hillfort
  - Trener Cyborgów
  - Taylor Firepool
  - Sean Snowfield
  - Crane Kik
- Yūki Kaji –
  - Eric Eagle
  - Caleb Stonewall
  - Ethan Whitering
  - Kormer
  - Ian Telektual
- Yuichi Nakamura –
  - Jim Wraith
  - Joseph King
  - Mark Kruger
  - Walter "Hero" Valiant
  - Orville "Spray" Newman'
  - Thomas Murdock
  - Lane "Arès" War
  - Zeke Valanche
  - Stuart Vanguard
- Masako Jō –
  - Tim "Timmy" Sanders
  - Phil "Code" Wingate
  - Alan Master
  - Jonathan Seller
  - Marge "Agent M" Fielding
- Hiro Shimono –
  - Steve Grim
  - Paolo Bianchi
  - Spencer "Cosplay" Gates
  - Wesley Knox
- Tōru Nara –
  - Sam Kincaid
  - Gus Martin
  - Adrian "Cheetah" Speed
  - Gus Gamer
  - Mark Hillvalley
  - Arion Matlock
- Yūki Kodaira –
  - Maxwell "Max" Carson
  - Jordan Greenway
  - John Bloom
  - Gaby "Custom" Farmer
  - Jez "Star" Shell
  - Henry "Hera" House
  - Carrie McCuring
  - Joaquine Downtown
- Miho Hino –
  - Todd Ironside
  - Sam Idol
  - Hank "Hattori" Sullivan
  - Jonas "Demeter" Demetrius
  - Steve Eagle
  - Dylan Bluemoon
  - Isabelle Trick
  - Maddox Rock
- Nanae Katō –
  - William "Willy" Glass
  - Bruce Monkey
  - Seward Hayseed
  - Toby Damian
  - Jeff "Hepaïstos/Hephestus" Iron
  - Lucy Hailstone
- Kiyotaka Furushima –
  - Chester Horse Jr.
  - Marcus Train
- Fumiko Orikasa – Silvia Woods
- Hinako Sasaki –
  - Celia Hills
  - A. "Robot" Woodbridge
  - Apollo Light
- Sanae Kobayashi –
  - Nelly Raimon
  - Robert Skipolson
- Haruka Tomatsu – Camelia Travis
- Kinryū Arimoto – Seymour Hillman
- Junko Kitanishi –
  - Aqualina "Lina" Schiller
  - Ving Rice
- Touchi Hiroki – Percival Travis
- Yūko Sanpei – Byron Love
- Ayahi Takagaki –
  - Victoria "Tori" Vanguard
  - Claire Lesnow
- Nami Miyahara – Scott "Scotty" Banyan
- Fujiko Takimoto – Suzette "Sue" Heartland
- Shinnosuke Tachibana – Darren LaChance
- Shūhei Sakaguchi –
  - Hurley Kane
  - Zack Cummings
- Rie Kugimiya – Austin Hobbes
- Yakkun Sakurazuka – Thor Stawberg
- Takahiro Mizushima – Xavier Foster
- Kiyotaka Furushima – Claude Beacons
- Fujiko Takimoto – Bryce Withingale
- Takashi Hikida – Dave Quagmire
- Nobuya Mine – Archer Hawkins
- Tomokazu Sugita – Edgar Valtinas
- Junji Majima – Tiago Torres
- Chihiro Suzuki – Dylan Keith
- Hiroshi Tsuchida – Christopher "Chris" Nichols
- Shuhei Sakaguchi – Mac Roniejo
- Yuki Kaida –
  - Duane Handest
  - Cress Heavens
- Seiji Sasaki –
  - Ray Dark
  - Peter Drent
  - Mark Hillvalley
- Yousuke Akimoto – Bayhan Garshield
- Kouzuki Miwa –
  - Maddie Moonlight
  - Artie "Artemis" Mishman
  - Miles Ryan
- Go Shinomiya –
  - Daniel Hatch
  - Thomas Feldt
  - Tyler Murdock
  - Paul Siddon
  - Ken Ironwall
- Miwa Kouzuki – Johan "Talisman" Tassman
- Yuuki Hayashi – Hide Jekyll
- Tetsu Inada –
  - Chester Horse
  - Ian Smith
- Kayo Yuunagi – Neil Turner
- Kouichi Yamadera –
  - Light Nobel
  - Cadance Soundtown
- Kobayashi Yumiko – Sail Bluesea
- Chiyako Shibahara – Alber Green
- Yuki Tashiro – Tom "Roast" Walters
- Akio Suyama – Malcolm Night
- Kiyotaka Furushima –
  - Marvin Murdock
  - Ken Ironwall
  - Roland Climbstein
  - Tyke Wando
  - Jonathan Luckyman
- Hirai Yoshiyuki – Ben Blowton
- Yamagihara Tetsuya – Nigel August
- Katsuhisa Hōki – Astram Schiller
- Tomohisa Asō – Veteran
- Saori Gotō – Kerry Bootgaiter
- Orikasa Fumiko – Mały Shawn Frost
- Kobayashi Sanae – Mały Eden Frost
- Moriya Satomi – Daisy Fields
- Saki Shimizu – Hellen "Earth" Hearth
- Ayahi Takagaki – Bela Bluebells
- Moriya Satomi – Hillary Bush
- Sudo Maasa – Lilly Willow

## Wersja polska

### Seria 1
Wersja polska: SDI Media Polska
Reżyseria: Marek Robaczewski
Dialogi: Anna i Maciej Wysoccy
Dźwięk: Łukasz Fober
W wersji polskiej udział wzięli:
- Miłosz Konkel – Mark Evans
- Krzysztof Plewako–Szczerbiński – Chester Horse junior
- Bartosz Martyna –
  - Jack Wallside,
  - Zak Wallside (odc. 6)
- Robert Kuraś – Kevin Dragonfly
- Michał Podsiadło – Axel Blaze
- Milena Suszyńska – Silvia Woods
- Maksymilian Rogacki – Nathan Swift
- Kamil Kula – Jude Sharp
- Katarzyna Łaska – Nelly Raimon

oraz:
- Brygida Turowska-Szymczak – Timmy Sanders
- Łukasz Węgrzynowski – Todd Ironside
- Tomasz Robaczewski – Steve Grim
- Beniamin Lewandowski – Maxwell "Max" Carson
- Grzegorz Drojewski – William "Willy" Glass
- Beata Wyrąbkiewicz – Celia Hills
- Robert Jarociński – Ray Dark
- Marek Robaczewski –
  - detektyw Gregory Smith,
  - Harry Evans (odc. 5)
- Bożena Furczyk –
  - Sharon Evans,
  - kelnerka (odc. 9)
- Leszek Zduń –
  - trener Frank Wintersea (odc. 1-6, 8, 10, 22),
  - Jonas Demetrius (odc. 25-26)
- Andrzej Hausner –
  - nauczyciel (odc. 1, 22),
  - kierowca Nelly (odc. 6),
  - Anzai Masaru (odc. 11),
  - Tyler Thomas (odc. 14),
  - jeden z lekkoatletów (odc. 15),
  - Sail Bluesea (odc. 16),
- Joanna Węgrzynowska –
  - Maddie Moonlight (odc. 1, 10, 20),
  - Julia Blaze (odc. 3, 22, 24)
- Jakub Mróz –
  - komentator meczu (odc. 1, 10),
  - Hans Randall (odc. 1, 10),
  - sędzia (odc. 2, 8),
  - kolega Zaka Wallside’a (odc. 6),
  - Erik Eagle (odc. 19-26)
- Klaudiusz Kaufmann –
  - Arnold (odc. 1),
  - Bobby Shearer (odc. 4-11, 13-22, 24-26)
- Artur Pontek –
  - Lardy (odc. 1),
  - trener Cyborgów (odc. 7-8),
  - Moe Manga (odc. 9),
  - Erik Eagle (odc. 10)
- Paweł Szczesny –
  - dyrektor George Firewill (odc. 1-3),
  - pan Veteran (odc. 5),
  - ojczym Jude’a (odc. 10-11, 14)
- Jakub Szydłowski –
  - Herman Waldon (odc. 1-4, 11-13),
  - Hekyll Jyde, trener Liceum Czarnej Magii (odc. 4),
  - Thomas Feldt (odc. 7-8),
  - Light "Novel" Nobel (odc. 9)
- Piotr Deszkiewicz –
  - Daniel Hatch (odc. 2, 12-13),
  - Troy Moon (odc. 4)
- Kajetan Lewandowski –
  - David Samford (odc. 2, 4, 11-13),
  - Neil Turner (odc. 7-8),
  - Gus Gamer (odc. 9)
- Wojciech Chorąży –
  - Joseph King (odc. 1, 2, 11-13, 19),
  - Johan Tassman (odc. 4),
  - Hugo Tallgeese (odc. 6),
  - Joseph Yosemite (odc. 14, 24)
- Rafał Zawierucha –
  - Nathan Jones (odc. 4),
  - jeden z podwładnych detektywa Smitha (odc. 12),
  - Malcolm (odc. 20-21)
- Robert Tondera – trener Seymour Hillman (odc. 5-6, 11-18, 20-26)
- Artur Kaczmarski –
  - komentator losowania uczestników pierwszego meczu Strefy Futbolu (odc. 5),
  - Sonny Raimon (odc. 7, 11, 15, 17, 21-22),
  - kierowca ciężarówki (odc. 10),
  - jeden z podwładnych detektywa Smitha (odc. 12)
- Kamil Pruban –
  - Walter Valiant (odc. 9),
  - Paul Siddon (odc. 25-26)
- Adam Krylik – Charles Island (odc. 14)
- Janusz Wituch –
  - Peter Mildred (odc. 14, 17, 22),
  - trener Technikum Rolniczego (odc. 18),
  - Ian Suffolk (odc. 24)
- Karol Wróblewski –
  - Constant Builder (odc. 14, 24),
  - trener Nichols (Liceum Kirkwood) (odc. 20-21)
- Michał Głowacki –
  - Edward Gladstone (odc. 14),
  - jeden z lekkoatletów (odc. 15),
  - Phil Wingate (odc. 16),
  - Jim Hillfort (odc. 16),
  - Tom Walters (odc. 18),
  - John Neville (odc. 21),
  - Henry House (odc. 25-26)
- Ewa Prus – Miles "Millie" Ryan (odc. 15-16)
- Tomasz Kozłowicz – Chester Horse senior (odc. 15-16, 18, 20-21, 25-26)
- Katarzyna Tatarak – właścicielka sklepu ze słodyczami (odc. 20)
- Tomasz Steciuk – bracia Murdock (odc. 20-21)
- Adam Pluciński – Byron Love (odc. 23, 25-26)

i inni
Lektor: Artur Kaczmarski

### Seria 2 i 3
Wersja polska: SDI Media Polska na zlecenie TVP ABC
Reżyseria: Janusz Dąbrowski
Dialogi:
- Karolina Sowińska (odc. 27-36),
- Agnieszka Farkowska (odc. 37-40),
- Dariusz Kosmowski (odc. 41-45, 53-57; błędnie wymieniony w tyłówce odc. 68),
- Krzysztof Pieszak (odc. 46-52, 79-127),
- Dorota Dziadkiewicz (odc. 58-78)

Dźwięk:
- Łukasz Fober,
- Damian Zubczyński,
- Dominika Kotarba,
- Krzysztof Jaworski,
- Mateusz Michniewicz,
- Mikołaj Urbański,
- Aleksandra Wyszyńska

Kierownictwo produkcji: Walentyna An
W wersji polskiej udział wzięli:
- Miłosz Konkel –
  - Mark Evans,
  - David Evans jako nastolatek (odc. 43)
- Kamil Kula – Jude Sharp
- Robert Kuraś – Kevin Dragonfly (odc. 27-39, 55, 64, 66-70)
- Julia Kunikowska –
  - Tori (Victoria Vanguard),
  - Hellen Hearth (odc. 40, 42),
  - fan Axela (odc. 113),
  - Yasir Haddad (odc. 117, 123-125)
- Rafał Fudalej – Shawn Frost
- Beata Wyrąbkiewicz –
  - Celia Hills,
  - Lilly Willow (odc. 40, 42)
- Maksymilian Rogacki –
  - Nathan Swift,
  - Erik Eagle (w jednej scenie odc. 56)
- Krzysztof Plewako-Szczerbiński –
  - Thomas Feldt (odc. 39, 64-65),
  - Spencer Duskplay (odc. 44),
  - Hurley Kane (odc. 47-65, 67-73, 75-77, 79-90, 94-95, 97, 99-108, 110, 113-114, 117-119, 122-127)
- Klaudiusz Kaufmann –
  - Bobby Shearer,
  - William "Willy" Glass (w jednej scenie odc. 29),
  - Clive Scissors (odc. 72)
- Katarzyna Łaska –
  - Nelly Raimon,
  - Mary Moor (odc. 40),
  - Angelo Gabrini (odc. 91-92, 104-106, 120),
  - Celia Hills (w jednej scenie odc. 96, 108),
  - jeden z braci Thora (odc. 112),
  - brat Cabore (odc. 117)
- Jakub Mróz –
  - Erik Eagle,
  - Bjorn Kyle (odc. 73-74),
  - Alan Master (odc. 77),
  - Neil Turner (odc. 77)
- Milena Suszyńska –
  - Silvia Woods,
  - Rose Pinkpetal (odc. 40),
  - Celia Hills (w jednej scenie odc. 86)

W pozostałych rolach:
- Grzegorz Drojewski –
  - William "Willy" Glass,
  - Bobby Shearer (w jednej scenie odc. 29)
- Bartosz Martyna –
  - Jack Wallside,
  - Luca (odc. 69),
  - Hidetoshi Nakata (odc. 91),
  - Gianluca Zanardi (odc. 92),
  - Sam Kincaid (odc. 127)
- Michał Podsiadło –
  - Axel Blaze,
  - Cameron Morefield (odc. 27),
  - policjant (odc. 29),
  - Maddox Rock (odc. 32),
  - Kevin Dragonfly (w jednej scenie odc. 32)
- Dariusz Odija –
  - trener Seymour Hillman (odc. 27-28, 37-38, 42, 60-66, 68-69, 73-75, 79-80, 83-89, 92, 94-96, 99, 101, 103-108, 112-113, 118, 122-125),
  - Crane Kik (odc. 35-36),
  - Brendan Water (odc. 35),
  - Victor Hills (odc. 49-50)
- Julia Kołakowska-Bytner –
  - Timmy Sanders,
  - Julia Blaze (odc. 27, 79-80, 84-85),
  - Sharon Evans (odc. 28, 68, 121, 126),
  - dziennikarka (odc. 28, 31),
  - Kerry Bootgaiter (odc. 32-34, 67),
  - Pandora (Pat Box) (odc. 34),
  - Mercury (Carrie McCuring) (odc. 36, 41-42),
  - Esther Greenland (odc. 40),
  - Natalie Sunrise (odc. 40),
  - mama Shawna (odc. 42),
  - Dora Delight (odc. 49-50),
  - spikerka (odc. 70),
  - Rachelle Hobbes (odc. 73, 78, 101),
  - mama Rachel i Austina (odc. 73-74, 85),
  - mama Caleba (odc. 83),
  - reporterka (odc. 112, 122),
  - siostra Carlosa Lagarto (odc. 112, 114-115),
  - pielęgniarka (odc. 113, 118)
- Sebastian Perdek –
  - Sam Kincaid,
  - Sean Snowfield (odc. 32-34, 67),
  - Zell (Zeke Valanche) (odc. 36, 41-42, 51-52, 66),
  - Hauser (Hunt Mercer) (odc. 45),
  - Mark Krueger (odc. 68),
  - Hector Helio (odc. 68),
  - Dolph Hensen (odc. 72),
  - Gigi Blasi (odc. 92, 96, 103-106, 116, 120, 123),
  - Phil A. Minion (odc. 92),
  - Gordo Díaz (odc. 94-95)
- Jacek Wolszczak –
  - Todd Ironside (odc. 27-46, 66, 68-69, 73, 76, 78, 80, 82-90, 94-96, 101, 121, 123, 126-127),
  - Mark Evans (w jednej scenie odc. 29, 35),
  - Isaac Glass (odc. 68-69, 126),
  - Justin (odc. 71),
  - Zachary Murdoch (odc. 77)
- Karol Jankiewicz –
  - Steve Grim (odc. 27-28, 64-66),
  - Gregory Saturn (odc. 27),
  - Quentin Rackner (odc. 32),
  - Tyke Wando (odc. 35-36),
  - wujek Nelly jako nastolatek (odc. 43),
  - Jonathan Luckyman (odc. 43-44),
  - Joston Easton (odc. 49-50),
  - David Samford (w jednej scenie odc. 56),
  - Droll (Dawson Foxx) (odc. 57-58),
  - Heat (Ethan Whitering) (odc. 58),
  - Archer Hawkins (odc. 68-71, 73-77, 81-84, 87-88, 94-95, 101, 103, 105, 107, 110-111, 113-115, 118, 120, 122-123, 125)
- Filip Rogowski –
  - Maxwell "Max" Carson,
  - Nero (Nelson Rockwell) (odc. 60-62, 67),
  - Li Leung (odc. 117, 124-125)
- Artur Kaczmarski –
  - Sonny Raimon (odc. 27-28, 33-34, 39-40, 45, 55, 59, 63-65, 68, 79),
  - tata Axela (odc. 79-80, 84),
  - Phil A. Minion (odc. 85),
  - detektyw Gregory Smith (odc. 102, 106)
- Zbigniew Suszyński –
  - dyrektor George Firewill (odc. 27-28, 66),
  - Thor Stoutberg (odc. 48, 51-53, 67-70, 73, 76, 79-84, 86-88, 94-96, 98-101, 103, 105, 108-109, 112-119, 122-123, 125),
  - Gocker (Albert Denver) (odc. 53-54, 58)
- Karol Osentowski –
  - Lou Edmonds (odc. 27-28),
  - Metron (Ronny Metcalf) (odc. 36, 41-42, 51),
  - Caleb Stonewall (odc. 37-38),
  - Darren LaChance (odc. 43-69, 74-78, 80-90, 94-103, 105-108, 110, 113-114, 117-120, 122-123, 125-127),
  - Cannon Random (odc. 44),
  - narrator (odc. 68),
  - Majidi Ismail (odc. 73)
- Maciej Kowalik –
  - Janus (Jordan Greenway) (odc. 27-30, 32, 34, 66, 68-69),
  - Joseph King (odc. 37-38, 56-58, 67, 76-77),
  - trener Mary Times Memorial (odc. 49-50),
  - spiker (odc. 70),
  - Felix (odc. 73),
  - David Samford (odc. 85-94, 102-106, 108, 110, 114, 118-120, 122-125, 127),
  - Dylan Keith (odc. 86)
- Paweł Szczesny –
  - pan Veteran (odc. 27, 31-33, 35, 39, 42-43, 48, 53, 63, 66, 103, 107, 117),
  - wujek Nelly (odc. 43-44),
  - Aaron Adams (odc. 68),
  - David Arrows (David Evans) (odc. 68),
  - Chester Horse senior (odc. 71-74),
  - kierowca autobusu drużyny włoskiej (odc. 94),
  - dyrektor George Firewill (odc. 126)
- Krzysztof Szczepaniak –
  - Greg Bernard (odc. 27),
  - dziennikarz (odc. 28),
  - Izzy Jupiter (odc. 34),
  - Scotty (Scott Banyan) (odc. 35-55, 57-73, 75-76, 80, 82-86, 88-90, 94-95, 97-102, 107-109, 111, 117, 119, 122-123, 126-127),
  - Marshall Artz (odc. 35),
  - Dirk Artz (odc. 35)
- Jakub Szydłowski –
  - Leonart Hole (odc. 28, 34),
  - ochroniarz (odc. 28, 31),
  - Grant Icewater (odc. 34),
  - detektyw Gregory Smith (odc. 35, 38),
  - Hidetoshi Nakata (odc. 69, 93),
  - Jean Baker (odc. 72),
  - Nasir Mustafa (odc. 74),
  - Thiago Torres (odc. 86, 94-95, 107-108, 110-111),
  - Mack Scride (odc. 99),
  - Anorel (odc. 109),
  - Sonny Raimon (odc. 126)
- Lidia Sadowa –
  - Lina (Aquilina Schiller) (odc. 28-49, 51-55, 57-63, 66-67, 76-77),
  - Hillary Bush (odc. 40)
- Piotr Bajtlik –
  - Stuart Vanguard (odc. 28, 30-31, 35, 55, 59-61, 64-65, 71),
  - policjant (odc. 29),
  - ochroniarz (odc. 29),
  - Charles Riverbot (odc. 30, 34),
  - Robert Skipolson (odc. 32),
  - Krypto (Karen Ripton) (odc. 36),
  - David Samford (odc. 37-38, 56-58, 67-69),
  - tata Shawna (odc. 42, 45, 51, 59, 66),
  - Cadence Soundtown (odc. 49-50, 58),
  - Spring Millpond (odc. 49),
  - policjant (odc. 63),
  - Zack Abdulla (odc. 73-74),
  - Luca (odc. 82-83, 85, 91, 106),
  - spiker wiadomości (odc. 106),
  - kibic Inazumy Japan (odc. 113),
  - Shadow Cimmerian (odc. 127)
- Tomasz Kozłowicz –
  - Chester Horse junior (odc. 29-30, 32, 34, 36-38, 40-45, 49-54, 57-58, 60-69, 76-77, 127),
  - spiker (odc. 71),
  - Chester Horse senior (odc. 117-118)
- Adam Szyszkowski –
  - Dvalin (David Quagmire) (odc. 34-36, 41-43, 51-52, 66-67, 76-77),
  - Ray Dark (odc. 34, 37-38, 90-96, 103-106, 117),
  - detektyw Gregory Smith (odc. 52-53, 59, 61, 63, 65, 67),
  - Grent (Grant Cook) (odc. 58),
  - Jo Jung-Soo (odc. 81-84),
  - David Arrows (David Evans) (odc. 85-86, 88, 93)
- Artur Pontek –
  - Xavier Foster (Xene) (odc. 36, 43-48, 53-54, 58-63, 66-71, 73-74, 76-77, 81-89, 94-95, 97-101, 103, 105, 108-109, 111-112, 114-115, 117-125),
  - Shadow Cimmerian (odc. 39, 64, 68-69),
  - Godric Wyles (odc. 43, 60-65),
  - Dany Destiny (odc. 44),
  - Drancis Fake (odc. 44),
  - Malcolm Night (odc. 64)
- Magdalena Krylik –
  - mama Sue (odc. 40, 42),
  - Bela Bluebells (odc. 40, 42),
  - Gazelle (Bryce Withingale) (odc. 43, 47, 52-58, 67),
  - Bellatrix (Isabelle Trick) (odc. 59, 61-62, 66-67),
  - Rachelle Hobbes (odc. 85, 89),
  - Arachne (odc. 110),
  - narratorka (odc. 126)
- Olga Kalicka – Sue (Suzette Hartland) (odc. 40-55, 57-67, 71-72, 76-78, 80-82, 84, 107-109, 111, 113-115, 126-127)
- Wojciech Chorąży –
  - Joe Poker (odc. 43-44),
  - Mackenzie Fordline (odc. 49-50),
  - Percival Travis (odc. 68-69),
  - Chester Horse senior (odc. 81-84, 92-93),
  - Lance Rawton (odc. 87-88),
  - komentator meczu Korea-Japonia (odc. 103),
  - Dante Diavolo (odc. 103-104),
  - Lephiel (odc. 109),
  - nauczyciel (odc. 126)
- Bartosz Obuchowicz –
  - Torch (Claude Beacons) (odc. 43, 47-49, 53-58, 67),
  - Dylan Keats (odc. 68, 97-99, 107-108, 110),
  - Janus (Jordan Greenway) (odc. 70-73, 75-78, 80-82, 84-85, 101)
- Wiktor Korszla –
  - Byron Love (odc. 54-58, 61, 67, 81-84, 90),
  - Edgar Partinus (odc. 68)
- Brygida Turowska –
  - Rhine (Ving Rice) (odc. 58),
  - sekretarka (odc. 70)
- Łukasz Węgrzynowski – Tod Ironside (odc. 64, 70-72)
- Jan Barwiński – Austin Hobbes (odc. 68-74, 76-80, 82-85, 87-89, 94-95, 97-101, 105-108, 110-111, 113-114, 117-120, 122-127)
- Przemysław Niedzielski –
  - Caleb Stonewall (odc. 68-72, 74-75, 77, 81-94, 96, 99, 102-103, 105-106, 110-111, 117-120, 122-125, 127),
  - Axel Blaze (w jednej scenie odc. 74)
- Joanna Kudelska – Camellia Travis (odc. 68-71, 73-78, 80-81, 83-84, 86-90, 94-97, 99, 101-104, 106-108, 110-111, 115-117, 121-123, 126-127)
- Kamil Pruban –
  - Zachary Murdock (odc. 68-69),
  - Percival Travis (odc. 70-72),
  - Destra (Kyle Hells) (odc. 108, 110-111)
- Mateusz Weber – Giacomo Yani (odc. 68)
- Robert Tondera –
  - trener Seymour Hillman (odc. 70, 72),
  - Percival Travis (odc. 73-78, 80-90, 94-96, 99, 102-108, 112-113, 119-123, 125)
- Ewa Serwa – opiekunka Axela i Julii (odc. 79, 84)
- Karol Wróblewski –
  - Felix (odc. 81, 84),
  - Edgar Partinus (odc. 86-88, 96, 108-109),
  - Garshield Bayhan (odc. 92-93),
  - Pablo Castiglione (odc. 94-95),
  - lekarz (odc. 97),
  - Dvalin (David Quagmire) (odc. 101),
  - Thanatos (odc. 110-111),
  - Leo Samus (odc. 114),
  - spiker radiowy (odc. 115),
  - reporter (odc. 117),
  - trener Frank Wintersea (odc. 121),
  - Joseph King (odc. 127)
- Jan Szydłowski –
  - Justin (odc. 81, 84),
  - Kappa #2 (odc. 100),
  - zawodnik drużyny baseballowej #1 (odc. 121),
  - Zephyr Vitesse (odc. 122-123)
- Damian Kulec –
  - Gazel (Bryce Whitingale) (odc. 81-84),
  - Giulio Acuto (odc. 92-93),
  - Leone Batigo (odc. 95),
  - Raffaele Generani (odc. 103-105, 116, 120),
  - Gareth Flare (odc. 121)
- Maciej Falana –
  - Torch (Claude Beacons) (odc. 81-84),
  - Steve Grim (odc. 85),
  - Gianluca Zanardi (odc. 103-104),
  - Hidetoshi Nakata (odc. 103, 105-106, 116),
  - Wenel (odc. 109),
  - Leonardo Almeida (odc. 114)
- Paweł Ciołkosz – Kevin Dragonfly (odc. 85-89, 94-97, 99-109, 111, 113-115, 117, 119-123, 125-127)
- Kamil Studnicki – Paolo Bianchi (odc. 85-86, 91-96, 103-109, 111, 116, 120, 122-125)
- Janusz Wituch –
  - Maxter Land (odc. 85, 87-88, 93-99, 103-107, 112-116, 120, 122-125),
  - Gigi Blasi (odc. 91),
  - ochroniarz Garshielda #2 (odc. 112-113)
- Michał Sitarski – Levin Murdoch (odc. 85, 87-88, 94-95, 97-99, 103-107, 112-116, 122-125)
- Wojciech Paszkowski –
  - Sebastian (odc. 86),
  - Aaron Adams (odc. 87-88),
  - lekarz (odc. 113),
  - David Arrows (David Evans) (odc. 116-125)
- Artur Kozłowski – Karl Kappa (odc. 100)
- Zuzanna Jaźwińska –
  - Lacey (odc. 105-106),
  - Gaiel (odc. 111)
- Robert Jarociński – Garshield Bayhan (odc. 106, 112-118)
- Jan Staszczyk – Phil A. Minion (odc. 106, 112-118)
- Wit Apostolakis-Gluziński – Sael (Cress Heavens) (odc. 108-111)
- Józef Pawłowski –
  - Ekadel (odc. 109),
  - Mac Robingo (odc. 112-115, 117)
- Krzysztof Rogucki –
  - Astaroth (odc. 110-111),
  - Coyote (Avinash Chowdhury) (odc. 117-118),
  - Keenan DiFortune (odc. 123-124)
- Mateusz Narloch –
  - Carlos Lagarto (odc. 112-115, 117),
  - zawodnik drużyny baseballowej #2 (odc. 121)
- Dariusz Kosmowski –
  - Gato Garvalho (odc. 113-115),
  - Steve Grim (odc. 121, 126-127)
- Jacek Król – detektyw Gregory Smith (odc. 114-116, 118)
- Maksymilian Michasiów –
  - Li Leung (odc. 116),
  - Crow (Damien Crawford) (odc. 117-118)
- Marcin Franc – Hector Helio (odc. 117-125)
- Filip Gurłacz –
  - Mark Krueger,
  - Chang
- Grzegorz Wilk – Falcao da Silvia
- Karol Gajos

i inni
Lektor: Artur Kaczmarski

## Spis odcinków
| Premiera odcinka | Nr  | Polski tytuł                                      | Angielski tytuł                                      | Japoński tytuł                          |
| ---------------- | --- | ------------------------------------------------- | ---------------------------------------------------- | --------------------------------------- |
|                  |     |                                                   |                                                      |                                         |
| SERIA PIERWSZA   |     |                                                   |                                                      |                                         |
|                  |     |                                                   |                                                      |                                         |
| 28.05.2012       | 001 | Zagrajmy w piłkę                                  | Let’s Play Soccer!                                   | サッカーやろうぜ!                       |
|                  |     |                                                   |                                                      |                                         |
| 29.05.2012       | 002 | Królewscy nadchodzą                               | Royal is Here!                                       | 帝国が来た!                             |
|                  |     |                                                   |                                                      |                                         |
| 30.05.2012       | 003 | Strzał Masakra                                    | Here Comes The Killer Shot!                          | あみだせ必殺技!                         |
|                  |     |                                                   |                                                      |                                         |
| 31.05.2012       | 004 | Nadejście Smoka                                   | The Dragon is Here!                                  | ドラゴンが出た!                         |
|                  |     |                                                   |                                                      |                                         |
| 01.06.2012       | 005 | Gdzie jest notes?                                 | Where’s the Secret Notebook?                         | 秘伝書はどこだ!                         |
|                  |     |                                                   |                                                      |                                         |
| 04.06.2012       | 006 | Oto Zrzut Inazumy!                                | This is the Inazuma Drop!                            | これがイナズマ落としだ!                 |
|                  |     |                                                   |                                                      |                                         |
| 05.06.2012       | 007 | Pokaz nad rzeką                                   | Showdown at the Riverbank!                           | 河川敷の決闘!                           |
|                  |     |                                                   |                                                      |                                         |
| 06.06.2012       | 008 | Przerażające Cyborgi                              | The Terryfying Soccer Cyborgs!                       | 恐怖のサッカーサイボーグ!               |
|                  |     |                                                   |                                                      |                                         |
| 07.06.2012       | 009 | Willy nadchodzi!                                  | Willy Rising!                                        | 目金、立つ!                             |
|                  |     |                                                   |                                                      |                                         |
| 08.06.2012       | 010 | Szpieg Królewskich                                | The Spy From Royal!                                  | 帝国のスパイ!                           |
|                  |     |                                                   |                                                      |                                         |
| 11.06.2012       | 011 | Misja: znaleźć trenera!                           | Find A New Coach!                                    | 新監督を探せ!                           |
|                  |     |                                                   |                                                      |                                         |
| 12.06.2012       | 012 | Finał w Akademii Królewskiej                      | The Finals – Royal Academy                           | 決戦!帝国学園!!                         |
| 13.06.2012       | 013 | Finał w Akademii Królewskiej                      | The Finals – Royal Academy                           |                                         |
|                  |     |                                                   |                                                      |                                         |
| 14.06.2012       | 014 | Legendarna 11                                     | The Legendary 11!                                    | 伝説のイレブン!                         |
|                  |     |                                                   |                                                      |                                         |
| 15.06.2012       | 015 | Oto finały mistrzów!                              | This Is It – The Nationals Tournament!               | 来たぜ!全国大会!!                       |
|                  |     |                                                   |                                                      |                                         |
| 18.06.2012       | 016 | Piłka nożna w stylu ninja                         | Soccer – Ninja Style!                                | 破れ!忍者サッカー!!                     |
|                  |     |                                                   |                                                      |                                         |
| 19.06.2012       | 017 | Decyzja Jude'a                                    | Jude’s Decision!                                     | 鬼道の決意!                             |
|                  |     |                                                   |                                                      |                                         |
| 20.06.2012       | 018 | Zniszczyć niezniszczalny mur                      | Break The Unbreakable Wall!                          | 砕け!無限の壁!!                         |
|                  |     |                                                   |                                                      |                                         |
| 21.06.2012       | 019 | Geniusz wraca do żywych                           | The Reincarnated Genius!                             | よみがえった天才!                       |
|                  |     |                                                   |                                                      |                                         |
| 22.06.2012       | 020 | Zabójczy Trójkąt Z                                | The Killer Triangle Z!                               | 必殺のトライアングルZ!                  |
|                  |     |                                                   |                                                      |                                         |
| 25.06.2012       | 021 | Starcie z Liceum Kirkwooda                        | The Clash With Kirkwood Jr. High!                    | 激闘!木戸川清修!!                       |
|                  |     |                                                   |                                                      |                                         |
| 26.06.2012       | 022 | Boska Ręka to nie wszystko                        | Go Beyond The God Hand!                              | ゴッドハンドを超えろ!                   |
|                  |     |                                                   |                                                      |                                         |
| 27.06.2012       | 023 | Nieziemski rywal                                  | A Challenge From A God!                              | 神の挑戦状!                             |
|                  |     |                                                   |                                                      |                                         |
| 28.06.2012       | 024 | Czas na obóz treningowy                           | Time For Training Camp!                              | 合宿やろうぜ!                           |
|                  |     |                                                   |                                                      |                                         |
| 29.06.2012       | 025 | Bitwa finałowa                                    | The Final Battle!                                    | 最後の決戦!                             |
|                  |     |                                                   |                                                      |                                         |
| 02.07.2012       | 026 | Narodziny Majina                                  | God Vs Majin!                                        | 激突!神VS魔神!!                         |
|                  |     |                                                   |                                                      |                                         |
| SERIA DRUGA      |     |                                                   |                                                      |                                         |
|                  |     |                                                   |                                                      |                                         |
| 15.08.2018       | 027 | Obcy nadchodzą!                                   | The Aliens are Here!                                 | 宇宙人が来た!                           |
|                  |     |                                                   |                                                      |                                         |
| 16.08.2018       | 028 | Drużyna Raimona powraca!                          | The Raimon 11 Fight Back!                            | 出撃!雷門イレブン!!                     |
|                  |     |                                                   |                                                      |                                         |
| 17.08.2018       | 029 | Pokonać Czarną Jedenastkę!                        | Take Down the Black 11!                              | 倒せ!黒の11人!!                         |
|                  |     |                                                   |                                                      |                                         |
| 18.08.2018       | 030 | Groźby Akademii Aliusa                            | Menace! Alius Academy!!                              | 脅威!エイリア学園!!                     |
|                  |     |                                                   |                                                      |                                         |
| 19.08.2018       | 031 | W poszukiwaniu legendarnego napastnika            | Find the Legendary Striker!                          | 伝説のストライカーを探せ!               |
|                  |     |                                                   |                                                      |                                         |
| 20.08.2018       | 032 | Książę Krainy Śniegu                              | The Prince of the Snow Land!                         | 雪原の皇子!                             |
|                  |     |                                                   |                                                      |                                         |
| 21.08.2018       | 033 | Kim jest nowy napastnik?                          | Who's the New Ace Striker!                           | エースストライカーはだれだ!             |
|                  |     |                                                   |                                                      |                                         |
| 22.08.2018       | 034 | Akademia Aliusa atakuje!                          | The Alius Academy Attacks!!                          | 衝撃!エイリア学園!!                     |
|                  |     |                                                   |                                                      |                                         |
| 23.08.2018       | 035 | Atak Epsilonu                                     | Epsilon Attacks!                                     | イプシロン来襲!                         |
|                  |     |                                                   |                                                      |                                         |
| 24.08.2018       | 036 | Ukryta moc                                        | The Hidden Power!                                    | かくされた力!                           |
|                  |     |                                                   |                                                      |                                         |
| 25.08.2018       | 037 | Akademia Królewska powraca                        | Royal Academy's Comeback!                            | 帝国の逆襲                              |
| 26.08.2018       | 038 | Akademia Królewska powraca                        | Royal Academy's Comeback!                            |                                         |
|                  |     |                                                   |                                                      |                                         |
| 27.08.2018       | 039 | Ostatnia Smocza Zamieć                            | The Last Wyvern Blizzard!                            | 最後のワイバーンブリザード!             |
|                  |     |                                                   |                                                      |                                         |
| 28.08.2018       | 040 | Erik Eagle ma kłopoty                             | Erik Eagle in Serious Trouble!!                      | 一之瀬!最大の危機!!                     |
|                  |     |                                                   |                                                      |                                         |
| 29.08.2018       | 041 | Pułapka Dvalina                                   | Dvalin's Trap!                                       | デザームの罠!                           |
|                  |     |                                                   |                                                      |                                         |
| 30.08.2018       | 042 | Epsilon – Najtrudniejsza potyczka                 | Epsilon! The Toughest Battle Yet!                    | 激闘!最凶イプシロン!!                   |
|                  |     |                                                   |                                                      |                                         |
| 31.08.2018       | 043 | Sekretny trik dziadka!                            | Grandpa's Secret Trick!                              | じいちゃんの究極奥義!                   |
|                  |     |                                                   |                                                      |                                         |
| 01.09.2018       | 044 | Druga Ręka Majina!                                | The Other Majin The Hand!                            | もうひとつのマジン・ザ・ハンド!         |
|                  |     |                                                   |                                                      |                                         |
| 02.09.2018       | 045 | Wstrząsający mecz!                                | Seismic Earthquake Shocker!                          | 激震!最強のジェネシス!!                 |
|                  |     |                                                   |                                                      |                                         |
| 03.09.2018       | 046 | Kapitańska próba                                  | The Captain's Test!                                  | (キャプテンの試練!                      |
|                  |     |                                                   |                                                      |                                         |
| 04.09.2018       | 047 | Wielka bitwa na Morzu Południowym                 | The Great Battle In The Southern Sea!                | 南海の大決闘!                           |
|                  |     |                                                   |                                                      |                                         |
| 05.09.2018       | 048 | Płomienny Napastnik                               | The Flame Striker!                                   | 炎のストライカー!                       |
|                  |     |                                                   |                                                      |                                         |
| 06.09.2018       | 049 | Radykalnie rytmiczny mecz                         | The Radical Rhythmic Soccer Game!                    | ノリノリ!リズムサッカー!!               |
|                  |     |                                                   |                                                      |                                         |
| 07.09.2018       | 050 | Pięść Sprawiedliwości                             | The Fist of Justice!!                                | うなれ!正義の鉄拳!!                     |
|                  |     |                                                   |                                                      |                                         |
| 08.09.2018       | 051 | Epsilon kontratakuje                              | Epsilon's Counterattack!                             | 逆襲!イプシロン改!!                     |
|                  |     |                                                   |                                                      |                                         |
| 09.09.2018       | 052 | Ogniste Odrodzenie                                | The Fire Revival!!                                   | 復活の爆炎!                             |
|                  |     |                                                   |                                                      |                                         |
| 10.09.2018       | 053 | Mrożąca ciemność Diamond Dust!                    | The Freezing Darkness Of Diamond Dust!               | 凍てつく闇・ダイヤモンドダスト!         |
|                  |     |                                                   |                                                      |                                         |
| 11.09.2018       | 054 | Byron – boskie wsparcie                           | Byron, The Back Up of the Gods!                      | 最強の助っ人アフロディ!                 |
|                  |     |                                                   |                                                      |                                         |
| 12.09.2018       | 055 | Nowe wyzwanie!                                    | A New Challenge!                                     | 円堂・新たなる挑戦!                     |
|                  |     |                                                   |                                                      |                                         |
| 13.09.2018       | 056 | Mark kontra Axel!                                 | Mark VS Axel!!                                       | 対決!円堂VS豪炎寺!!                     |
|                  |     |                                                   |                                                      |                                         |
| 14.09.2018       | 057 | Cudowna drużyna!                                  | The Miraculous Team!                                 | 奇跡のチーム!ザ・カオス!!               |
|                  |     |                                                   |                                                      |                                         |
| 15.09.2018       | 058 | Nawałnica Ognia                                   | Blizzard of Fire!!                                   | 炸裂!ファイアブリザード!!               |
|                  |     |                                                   |                                                      |                                         |
| 16.09.2018       | 059 | Przybycie Akademii Aliusa                         | Alius Academy Finally Arrives!                       | ついに来た!エイリア学園!!               |
|                  |     |                                                   |                                                      |                                         |
| 17.09.2018       | 060 | Akademia Aliusa zdemaskowana                      | Alius Academy Uveiled!                               | エイリア学園の正体!                     |
|                  |     |                                                   |                                                      |                                         |
| 18.09.2018       | 061 | Decydujące Starcie                                | The Final Battle!                                    | 最終決戦!ザ・ジェネシス!!               |
| 19.09.2018       | 062 | Decydujące Starcie                                | The Final Battle!                                    | 最終決戦!ザ・ジェネシス!!               |
|                  |     |                                                   |                                                      |                                         |
| 20.09.2018       | 063 | Wieczne zagrożenie                                | The Endless Threat!                                  | 終わりなき脅威!                         |
|                  |     |                                                   |                                                      |                                         |
| 21.09.2018       | 064 | Ostateczne starcie! Raimon kontra Raimon!         | The Raimon vs. Raimon Face Off!                      | 激突!雷門VS雷門!!                       |
|                  |     |                                                   |                                                      |                                         |
| 22.09.2018       | 065 | Ostateczny Sekret Przyjaźni!                      | The Ultimate Friendship Move!                        | 友情の究極奥義!                         |
|                  |     |                                                   |                                                      |                                         |
| 23.09.2018       | 066 | Najsilniejsza drużyna świata! Zamieć Śnieżna      | The World's Strongest Team: Blizzard Version!!       | 地上最強のチームへ!ブリザード編!!       |
|                  |     |                                                   |                                                      |                                         |
| 24.09.2018       | 067 | Najsilniejsza drużyna świata: Ogniste ciosy!      | The World's Strongest Team: Fire Version!            | 地上最強のチームへ!ファイア編!!         |
|                  |     |                                                   |                                                      |                                         |
| SERIA TRZECIA    |     |                                                   |                                                      |                                         |
|                  |     |                                                   |                                                      |                                         |
| 25.09.2018       | 068 | Zbierajcie się! Reprezentanci Japonii!            | The Gathering: Whose the Japanese Representative?    | 集結!日本代表!!                         |
|                  |     |                                                   |                                                      |                                         |
| 26.09.2018       | 069 | Narodziny Inazumy Japan                           | The Birth of Inazuma Japan!                          | 誕生!イナズマジャパン!!                 |
|                  |     |                                                   |                                                      |                                         |
| 27.09.2018       | 070 | Przeklęty Trener!                                 | The Cursed Coach!                                    | 呪われた監督!                           |
|                  |     |                                                   |                                                      |                                         |
| 28.09.2018       | 071 | Wyzwanie dla świata!                              | A Challenge to the World!!                           | 開幕!世界への挑戦!!                     |
|                  |     |                                                   |                                                      |                                         |
| 29.09.2018       | 072 | Jazda na Wielkich Falach!                         | Ride Over The Big Wave!                              | ビッグウェイブを乗り越えろ!             |
|                  |     |                                                   |                                                      |                                         |
| 30.09.2018       | 073 | Paląc się do walki z Lwami Pustyni!               | The Scorching Hot Fight Against the Desert Lions!    | 灼熱の戦士!デザートライオン!!           |
|                  |     |                                                   |                                                      |                                         |
| 01.10.2018       | 074 | Przebudzenie Śpiącego Lwa                         | The Sleeping Tiger Awakens!!                         | 眠れる虎!目覚める時!!                   |
|                  |     |                                                   |                                                      |                                         |
| 02.10.2018       | 075 | Mark kontra Archer                                | Mark vs. Archer!!                                    | 真剣勝負!円堂と飛鷹!!                   |
|                  |     |                                                   |                                                      |                                         |
| 03.10.2018       | 076 | Zmiana reprezentacji?                             | Possible Substitution?                               | 代表交代!?最強の挑戦者たち!!            |
|                  |     |                                                   |                                                      |                                         |
| 04.10.2018       | 077 | Trener Travis kontra trenerka Lina                | Coach Travis vs. Coach Lina!                         | 究極対決!久遠ジャパンVS瞳子ジャパン!!   |
|                  |     |                                                   |                                                      |                                         |
| 05.10.2018       | 078 | Ostateczna Strategia Cammy                        | Cammy's Ultimate Trick Strategy!                     | 冬花の究極奥義大作戦!!                  |
|                  |     |                                                   |                                                      |                                         |
| 20.04.2019       | 079 | Decyzja Axela                                     | Axel's Decision!                                     | 豪炎寺の決意!                           |
|                  |     |                                                   |                                                      |                                         |
| 21.04.2019       | 080 | Ostatni mecz                                      | The Last Match                                       | 最後の試合                              |
|                  |     |                                                   |                                                      |                                         |
| 22.04.2019       | 081 | Ognisty Smok, Najlepsi w Azji                     | Fire Dragon The Strongest in Asia!!                  | アジア最強!ファイアードラゴン!!         |
|                  |     |                                                   |                                                      |                                         |
| 23.04.2019       | 082 | Doskonała Strefa Pressingu                        | The Perfect Zone Press!!                             | 完全なる戦術!パーフェクトゾーンプレス!! |
|                  |     |                                                   |                                                      |                                         |
| 24.04.2019       | 083 | Powstań, Kapitanie!                               | Stand Up, Captain!                                   | たちあがれキャプテン!                   |
|                  |     |                                                   |                                                      |                                         |
| 25.04.2019       | 084 | Nasz bilet na mistrzostwa świata                  | Our Ticket To The Internationals!!                   | 手に入れろ!世界への切符!!               |
|                  |     |                                                   |                                                      |                                         |
| 26.04.2019       | 085 | Nasz bilet do świata                              | Our Ticket To The World!!                            | 来たぜ!世界大会!!                       |
|                  |     |                                                   |                                                      |                                         |
| 27.04.2019       | 086 | Światowy poziom                                   | This is the World Level!!                            | 驚愕!これが世界レベルだ!!               |
|                  |     |                                                   |                                                      |                                         |
| 28.04.2019       | 087 | Angielscy Rycerze, Rycerze Królowej               | The English Knights, The Knights of Queen!           | 英国の騎士!ナイツオブクィーン!!         |
|                  |     |                                                   |                                                      |                                         |
| 29.04.2019       | 088 | Gotowe! Moja popisowa parada!                     | It's Done! My Own Signature Move!                    | 完成!俺だけの必殺技!!                   |
|                  |     |                                                   |                                                      |                                         |
| 30.04.2019       | 089 | Ręka Mugen i jeszcze więcej!                      | Going Beyond Mugen The Hand!                         | ムゲン・ザ・ハンドを超えろ!             |
|                  |     |                                                   |                                                      |                                         |
| 01.05.2019       | 090 | Klątwa Królewskich                                | The Curse of Royal!                                  | 帝国の呪縛!                             |
| 02.05.2019       | 091 | Klątwa Królewskich                                | The Curse of Royal!                                  |                                         |
|                  |     |                                                   |                                                      |                                         |
| 03.05.2019       | 092 | Jak to? Czy to drugi Jude?                        | No Way! There's Another Jude?!                       | 戦慄!もう一人の「鬼道」!!               |
|                  |     |                                                   |                                                      |                                         |
| 04.05.2019       | 093 | Pingwin kontra Pingwin                            | Penguins Versus Penguins!!                           | 最強対決!ペンギンVSペンギン!!           |
|                  |     |                                                   |                                                      |                                         |
| 05.05.2019       | 094 | Forteca z barykad                                 | The Fortress of Barricades                           | 立ちはだかる要塞                        |
|                  |     |                                                   |                                                      |                                         |
| 06.05.2019       | 095 | Utrata nadziei – czy Inazuma przegra?             | Absolute Despair Inazuma Japan Loses!?               | 絶体絶命!イナズマジャパン敗北!?         |
|                  |     |                                                   |                                                      |                                         |
| 07.05.2019       | 096 | Tajemnica Cammy                                   | Cammy's Secret                                       | フユッペの秘密                          |
|                  |     |                                                   |                                                      |                                         |
| 08.05.2019       | 097 | Ostatni mecz Erika                                | Erik's Final Kickoff!!                               | 一之瀬!最後のキックオフ!!               |
|                  |     |                                                   |                                                      |                                         |
| 09.05.2019       | 098 | Mark kontra Erik                                  | Mark versus Erik!!                                   | 全力の友情!一之瀬VS円堂!!               |
|                  |     |                                                   |                                                      |                                         |
| 10.05.2019       | 099 | Decyzja Feniksa                                   | The Phoenix's Decision!                              | 不死鳥の決意!                           |
|                  |     |                                                   |                                                      |                                         |
| 11.05.2019       | 100 | Spotkanie ze złudzeniem                           | Meeting the Illusion!                                | 奇跡!カッパとの遭遇!?                   |
|                  |     |                                                   |                                                      |                                         |
| 12.05.2019       | 101 | Starcie – tygrys i jastrząb                       | Clash... Tiger and Hawk!!                            | 激突!虎と鷹!!                           |
|                  |     |                                                   |                                                      |                                         |
| 13.05.2019       | 102 | Odzyskane wspomnienia, prawda o Cammy             | Memories Revived! The Truth about Cammy!!            | よみがえる記憶!冬花の真実!!             |
|                  |     |                                                   |                                                      |                                         |
| 14.05.2019       | 103 | Nareszcie finały                                  | The Finals at Last! Paolo's Determination!!          | いよいよ決戦!フィディオの決意!!         |
|                  |     |                                                   |                                                      |                                         |
| 15.05.2019       | 104 | Najlepsze Taktyki Hissatsu – Kontratak Catenaccio | The Strongest Hissatsu Tactics! Catenaccio Counter!! | 最強タクティクス!カテナチオカウンター!! |
|                  |     |                                                   |                                                      |                                         |
| 16.05.2019       | 105 | Zażarty pojedynek                                 | Fierce Fight! Mark VS Paolo!!                        | 熱闘!円堂VSフィディオ!!                 |
|                  |     |                                                   |                                                      |                                         |
| 17.05.2019       | 106 | Ostatni play–off, Ray Dark                        | The Last Play Off! Ray Dark!!                        | 最後の決戦!影山零治!!                   |
|                  |     |                                                   |                                                      |                                         |
| 18.05.2019       | 107 | Ostatni notatnik dziadka                          | Grandpa's Last Notebook!                             | じいちゃんの最後のノート!               |
|                  |     |                                                   |                                                      |                                         |
| 19.05.2019       | 108 | Legenda Wyspy Liocott                             | The Legend of Liocott Island!                        | ライオコット島の伝説!                   |
|                  |     |                                                   |                                                      |                                         |
| 20.05.2019       | 109 | Podniebni Wysłannicy!                             | Apostles from the Sky!                               | 天空の使徒!                             |
|                  |     |                                                   |                                                      |                                         |
| 21.05.2019       | 110 | Mroczna Armia Zet!                                | Devil's Army Z!                                      | 魔界軍団Z!                              |
|                  |     |                                                   |                                                      |                                         |
| 22.05.2019       | 111 | Upadek Władcy Ciemności. Mroczny anioł            | Descent of the Demon Lord! Dark Angels!!             | 魔王降臨!ダークエンジェル!!             |
|                  |     |                                                   |                                                      |                                         |
| 23.05.2019       | 112 | Mrok Królestwa                                    | The Kingdom's Darkness!                              | ザ・キングダムの闇!                     |
|                  |     |                                                   |                                                      |                                         |
| 24.05.2019       | 113 | Plan Garshielda                                   | Zoolan's Plot!                                       | ガルシルドの陰謀!                       |
|                  |     |                                                   |                                                      |                                         |
| 25.05.2019       | 114 | Inazuma Japan kontra Królestwo                    | Inazuma Japan VS The Kingdom                         | イナズマジャパンVSザ・キングダム        |
|                  |     |                                                   |                                                      |                                         |
| 26.05.2019       | 115 | Kontratak Królestwa piłki nożnej                  | The Soccer Kingdom's Revenge!                        | サッカー王国の逆襲!                     |
|                  |     |                                                   |                                                      |                                         |
| 27.05.2019       | 116 | Zdumiewające Giganciki                            | Extraordinary! Little Gigants!!                      | 驚異!リトルギガント!!                   |
|                  |     |                                                   |                                                      |                                         |
| 28.05.2019       | 117 | Atak Super Nadludzi                               | Attack Of The Ultimate Enhanced Human!!              | 襲撃!究極の強化人間!!                   |
|                  |     |                                                   |                                                      |                                         |
| 29.05.2019       | 118 | Nieustraszeni FC Garshield                        | The Fearsome Team Zoolan!                            | 恐怖のチームガルシルド!                 |
|                  |     |                                                   |                                                      |                                         |
| 30.05.2019       | 119 | Najsilniejszy rywal                               | The Strongest Rival!                                 | 最強のライバル!                         |
|                  |     |                                                   |                                                      |                                         |
| 31.05.2019       | 120 | Towarzyski trening z Paolo                        | Paolo's Friendship Training!                         | フィディオの友情大特訓!                 |
|                  |     |                                                   |                                                      |                                         |
| 01.06.2019       | 121 | W drodze na szczyt. Jedenaście słów               | To Worlds Number One The Words of Eleven!!           | 世界一へ!11の言葉!!                     |
|                  |     |                                                   |                                                      |                                         |
| 02.06.2019       | 122 | Inazuma Japan, ostatnia bitwa                     | Inazuma Japan, Final Battle!                         | イナズマジャパン最後の戦い!             |
|                  |     |                                                   |                                                      |                                         |
| 03.06.2019       | 123 | Walka o mistrzostwo. Giganciki                    | The Fight to the Top, Little Gigantess               | 頂上決戦!!リトルギガント                |
| 04.06.2019       | 124 | Walka o mistrzostwo. Giganciki                    | The Fight to the Top, Little Gigantess               |                                         |
|                  |     |                                                   |                                                      |                                         |
| 05.06.2019       | 125 | Najlepsza drużyna na świecie                      | It's Final, World's Number 1!!                       | ついに決着!世界一!!                     |
|                  |     |                                                   |                                                      |                                         |
| 06.06.2019       | 126 | Łzawy koniec szkoły                               | The Tearful Graduation!                              | 涙の卒業式!                             |
|                  |     |                                                   |                                                      |                                         |
| 07.06.2019       | 127 | Krok w przyszłość                                 | Kickoff To Tomorrow!                                 | 明日へのキックオフ!                     |
|                  |     |                                                   |                                                      |                                         |